# Завгородній Георгій Фадійович
Гео́ргій Фаді́йович Завгоро́дній (20 жовтня 1924 — 31 серпня 2011) — український баяніст, композитор, концертмейстер Національного заслуженого академічного ансамблю танцю України імені Павла Вірського (з лютого 1950), народний артист України (1995).